# Chrysolina ogloblini
Chrysolina ogloblini é uma espécie de artrópode pertencente à família Chrysomelidae.